# Сухой Щелкан
Сухой Щелкан — ручей в балке Берёзовый Овраг, протекает по Саратовской области России. Длина реки составляет 12 км. Площадь водосборного бассейна — 71,2 км².
Устье находится в 93 км по левому берегу реки Щелкан, в 1,5 км выше села Колокольцовка. На реке устроен ряд запруд, пруды Берёзовый, Беспокойный, Омейка.

## Данные водного реестра
По данным государственного водного реестра России относится к Донскому бассейновому округу, водохозяйственный участок реки — Терса, речной подбассейн реки — Бассейн прит-в Дона м/д впад. прит-в Хопра и С. Донца. Речной бассейн реки — Дон (российская часть бассейна).
Код объекта в государственном водном реестре — 05010300212107000008879.